# Shelton Jones
Shelton Jones (Copiague, 6 aprile 1966) è un ex cestista statunitense, professionista nella NBA e in Italia.

## Carriera
È stato selezionato dai San Antonio Spurs al secondo giro del Draft NBA 1988 (27ª scelta assoluta).

## Palmarès
- McDonald's All-American Game (1984)
- CBA MVP (1996)
- All-CBA First Team (1996)